# Expedition 44

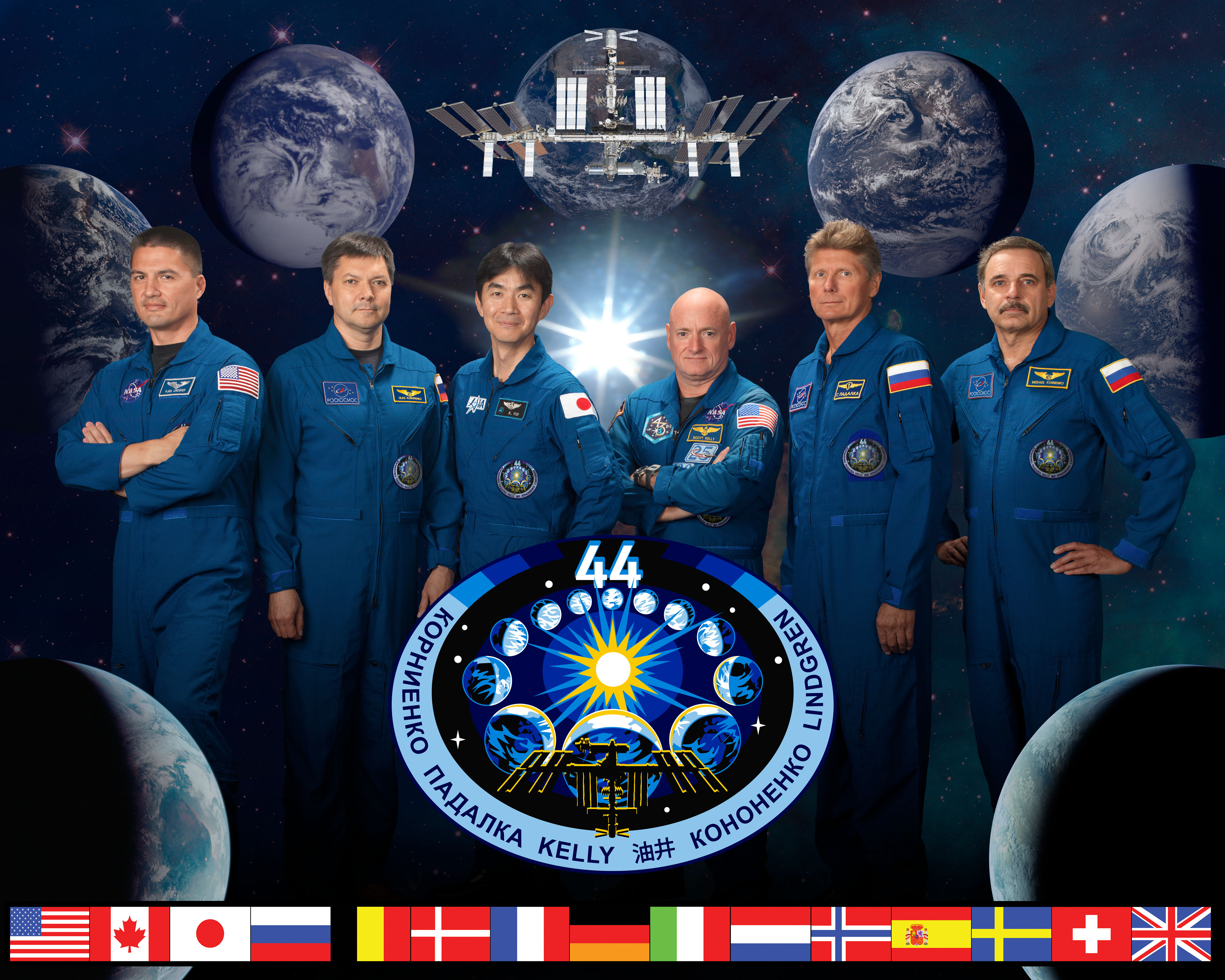
Expedition 44 besättning.

Expedition 44 var den 44:e expeditionen till Internationella rymdstationen (ISS). Expeditionen började den 11 mars 2015 då delar av Expedition 43s besättning återvände till jorden med Sojuz TMA-15M.
Oleg Kononenko, Kimiya Yui och Kjell N. Lindgren anlände till stationen med Sojuz TMA-17M den 23 juli 2015.
Expeditionen avslutades den 11 september 2015 då Gennadij Padalka, Andreas Mogensen och Ajdyn Ajymbetov återvände till jorden med Sojuz TMA-16M.
Expedition 44 var andra etappen i Michail Kornijenkos och Scott J. Kellys ett år långa vistelse ombord på rymdstationen.

## Besättning
| Position       | Första delen (11 juni - 23 juli 2015)       | Andra delen (23 juli - 11 september 2015)    |
| -------------- | ------------------------------------------- | -------------------------------------------- |
| Befälhavare    | Gennadij Padalka, RSA Hans femte rymdfärd   | Gennadij Padalka, RSA Hans femte rymdfärd    |
| Flygingenjör 1 | Michail Kornijenko, RSA Hans andra rymdfärd | Michail Kornijenko, RSA Hans andra rymdfärd  |
| Flygingenjör 2 | Scott J. Kelly, NASA Hans fjärde rymdfärd   | Scott J. Kelly, NASA Hans fjärde rymdfärd    |
| Flygingenjör 3 |                                             | Oleg Kononenko, RSA Hans tredje rymdfärd     |
| Flygingenjör 4 |                                             | Kimiya Yui, JAXA Hans första rymdfärd        |
| Flygingenjör 5 |                                             | Kjell N. Lindgren, NASA Hans första rymdfärd |